# Menophra celaena
Menophra celaena är en fjärilsart som beskrevs av Fletcher 1958. Menophra celaena ingår i släktet Menophra och familjen mätare. Inga underarter finns listade i Catalogue of Life.